# Szewstwo

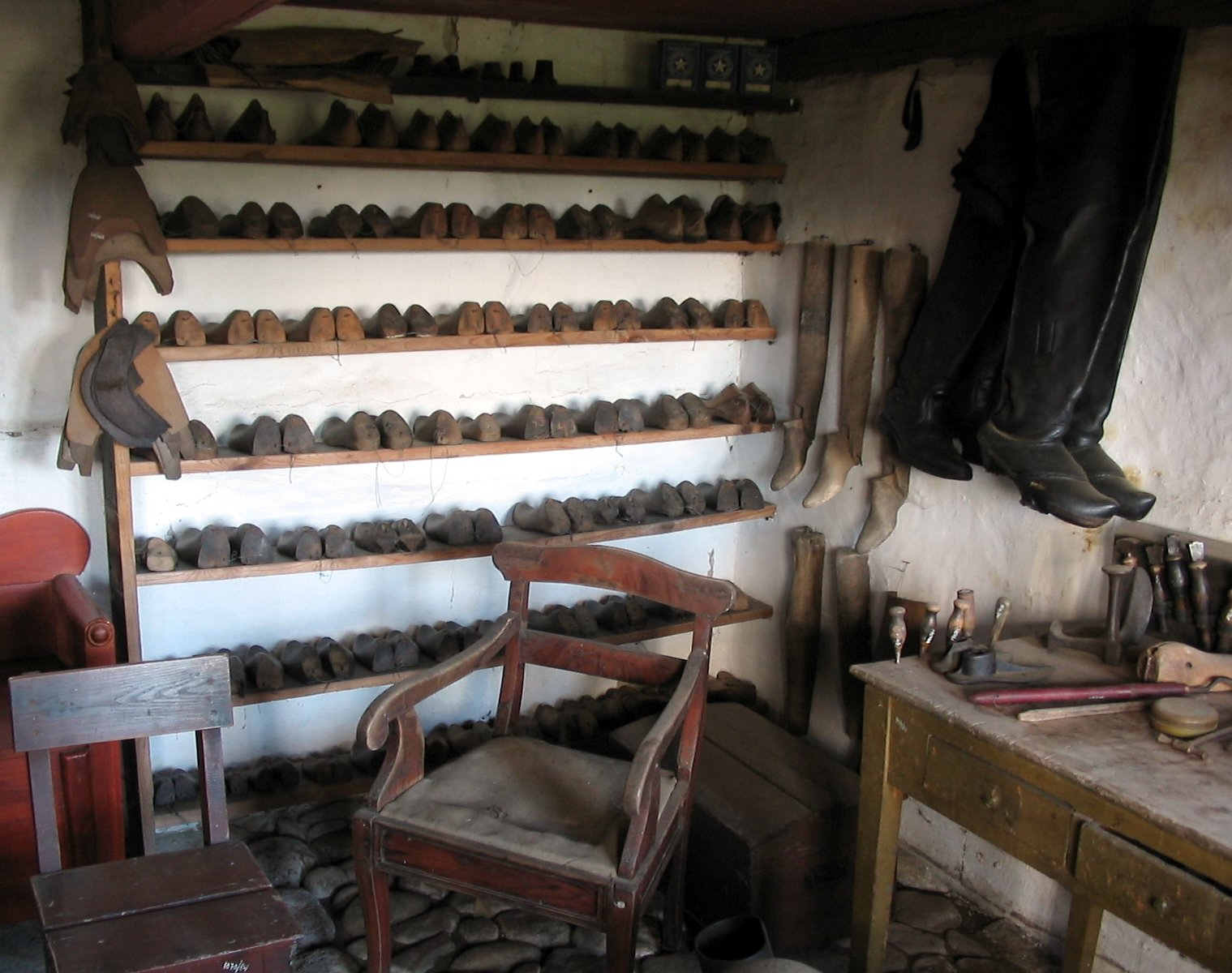
Warsztat szewski, skansen Hjerl Hede (2004)

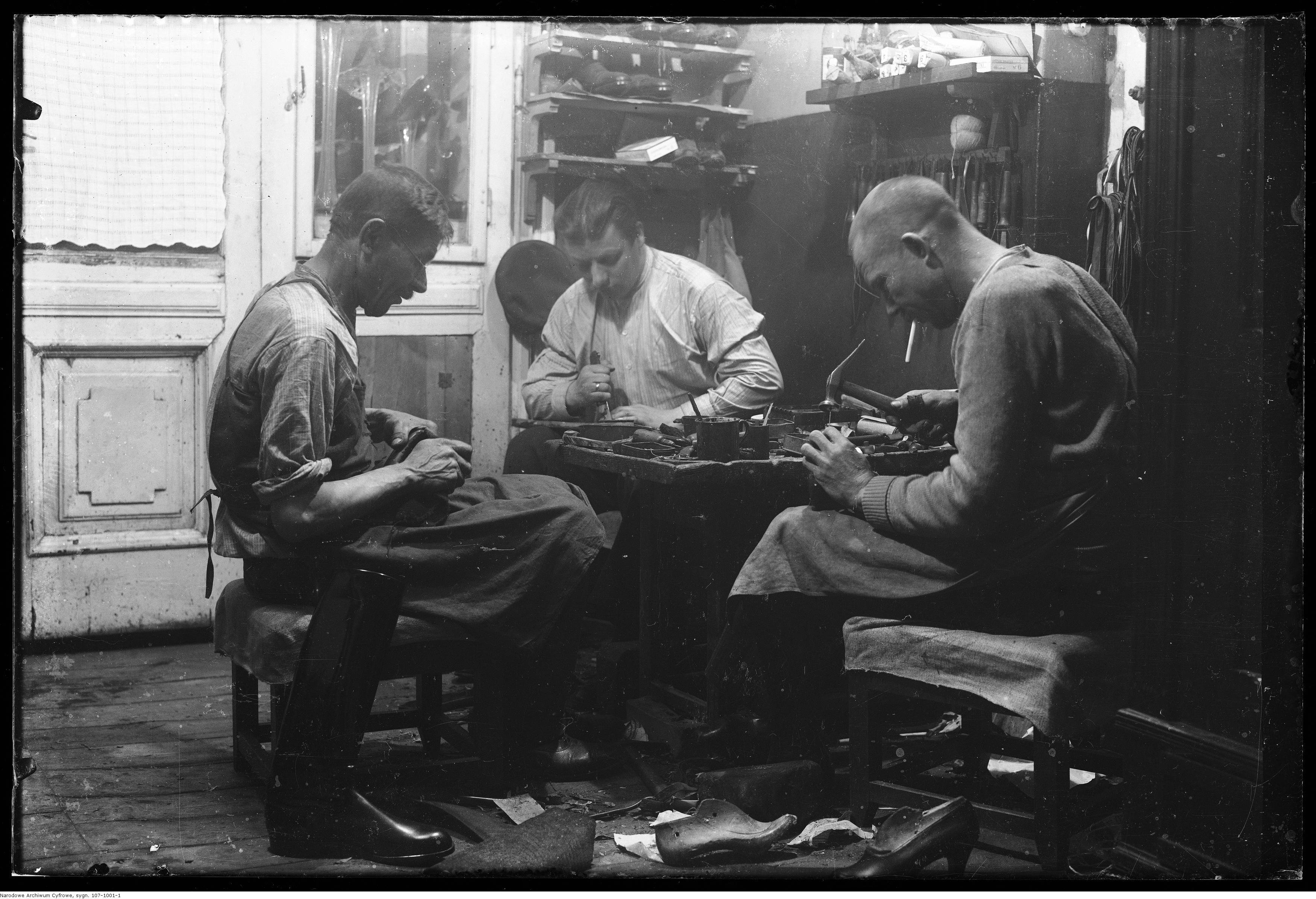
Narcyz Witczak-Witaczyński (fot.), warsztat szewski (przed 1939)

Szewstwo – rzemiosło związane z produkcją i naprawą obuwia. Jest to zawód zanikający, większość butów jest wykonywana w dużych fabrykach. Rozróżnia się dwa podstawowe rodzaje szewstwa: ręczne i maszynowe. Pierwsze różni się od drugiego ceną, czasem produkcji, jak i jakością obuwia.
Rzemieślnik zajmujący się szewstwem to szewc.
W 1973 w Warszawie utworzono Muzeum Cechu Rzemiosł Skórzanych.

## Warsztat i jego wyposażenie
Atrybutami tradycyjnego szewca są: szpilarek, nazywany także szpikulcem lub szpilardem (ostra szpila z rękojeścią), szydło (ostra szpila z rękojeścią, przy ostrzu szpili otwór na nitkę), szczecina, dratwa, cęgi, kopyta, młotek.